# Katastrofa lotu World Airways 802
Katastrofa lotu World Airways 802 – katastrofa lotnicza, która wydarzyła się 8 września 1973 roku nieopodal miejscowości King Cove na Alasce. Samolot Douglas DC-8 linii lotniczych World Airways rozbił się o górę podczas lądowania na lotnisku w Cold Bay. Zginęli wszyscy obecni na pokładzie – 6 osób.

## Przebieg wypadku
Samolotem, który brał udział w wypadku był wyprodukowany w 1971 roku Douglas DC-8-63CF należący do amerykańskich linii lotniczych World Airways, posiadający numery rejestracyjne N802WA. Feralnego dnia samolot wykonywał lot cargo z bazy lotniczej Travis w Kalifornii do bazy lotniczej Clark na Filipinach z międzylądowaniami w Cold Bay na Alasce oraz w bazie lotniczej Yokota w Japonii. Załoga składała się z trzech pilotów – kapitan 52-letni kapitan John A. Weininger, 27-letni pierwszy oficer Gregg W. Evans i 46-letni inżynier pokładowy Robert W. Brocklesby. Podczas podejścia do lądowania w Cold Bay panowały trudne warunki atmosferyczne, występowały gęste chmury. Przez niedostosowanie się kapitana do procedur według wskazań przyrządów odrzutowiec zszedł z wyznaczonego kursu aż o 12 stopni i o godzinie 05:42 czasu alaskańskiego zderzył się ze zboczem góry Dutton na wysokości 4941 stóp. Nikt nie przeżył wypadku.